# Noite dos Horários
A Noite dos Horários é um convívio académico que ocorre duas vezes por ano na cidade de Coimbra, nomeadamente no início de cada semestre lectivo.
É um evento organizado pelos núcleos de estudantes da Faculdade de Economia da Universidade de Coimbra, nomeadamente NERIFE/AAC (Núcleo de Estudantes de Relações Internacionais da Faculdade de Economia) NES/AAC (Núcleo de Estudantes de Sociologia) NEE/AAC (Núcleo de Estudantes de Economia) e NEG/AAC (Núcleo de Estudantes de Gestão).

## História
A Noite dos Horários resulta de uma evolução que simboliza a tradição coimbrã.
Antigamente, os estudantes da Faculdade de Economia da Universidade de Coimbra tinham de inscrever-se presencialmente nas turmas. Como a inscrição nas turmas era limitada a um número de vagas reduzido, os estudantes faziam fila logo de manhã no primeiro dia da inscrição para serem dos primeiros a escolherem, de forma a ficarem com as aulas melhor colocadas e/ou para evitarem aulas sobrepostas. As aulas sobrepostas era algo muito frequente, pois os últimos a inscreverem-se nas turmas tinham de se matricular nas turmas disponíveis não possuindo muitas opções.
Com o passar dos anos, o número de alunos na Faculdade de Economia da Universidade de Coimbra foi crescendo. A abertura dos cursos de Sociologia, Gestão e Relações Internacionais e a generalização do Ensino Superior em Portugal foram os responsáveis por tal situação. Este aumento de alunos fez com que a fila para se a inscrição nas turmas começasse a formar-se ao início da noite anterior, pelo que os estudantes tinham de passar a noite dos horários na Faculdade.
Como os estudantes passavam a noite à porta e no jardim da Faculdade aos poucos os núcleos de estudantes começaram a montar uns bancas com comida e bebida para que os estudantes pudessem se alimentar. Com o passar dos anos o convívio foi crescendo e outros estudantes (não pertencentes à Faculdade de Economia) passaram a frequentar a Noite dos Horários. Esta passou a ser um convívio não só de alunos da Faculdade de Economia como da própria Universidade de Coimbra.
Em 2003, foi introduzido um novo sistema e os alunos deixaram de ter de fazer fila para se inscreverem nas turmas, por esse motivo nesse ano lectivo 2003/2004 o convívio não se realizou. A partir desta data e nos anos vindouros eram atribuídos por sorteio aos alunos da Faculdade de Economia um número e essa era portanto a ordem de inscrição nas turmas, não sendo possível a inscrição do aluno antes, além disso a inscrição passou a realizar-se em dois dias.
No ano lectivo de 2004/2005 os três núcleos existentes da Faculdade, NERIFE/AAC, NES/AAC e NEGE/AAC (Núcleo de Estudantes de Economia e Gestão de Empresas), decidiram reorganizar em conjunto a Noite dos Horários. Esta funcionaria em novos moldes, pois o jardim da Faculdade não reunia condições para albergar o elevado número de participantes. O convívio passou a realizar-se num pavilhão mantendo parte dos conceitos originais e introduzindo algumas inovações. Em Outubro de 2004 e em Fevereiro de 2005, o convívio realizou-se no pavilhão dos Olivais, posteriormente foi transferida para o Pavilhão da Escola Secundária José Falcão. Os núcleos de estudantes da Faculdade organizam no início de cada semestre a Noite dos Horários.

## Local
O local do convívio não voltou a ser na Faculdade de Economia desde que o sistema de inscrição nas turmas foi alterado em 2003, porém é sempre num local próximo da Faculdade. As direcções dos quatro núcleos reúnem-se e decidem como e onde organizar a Noite dos Horários. O lucro é utilizado pelos respectivos núcleos para financiar as actividades por estes realizadas.